# Tumendugu Sancaré
Tumendugu Sancaré (em francês: Toumendougou Sankaré/Sancaré) foi um chefe sofá do século XIX, ativo no Reino de Quenedugu.

## Vida
Tumendugu aparece pela primeira vez durante o reinado do fama Babemba Traoré (r. 1893–1898), quando residia em Uelenguena e era chefe de Sonodugu no cantão de Cutiala. Nesse período, os habitantes de Cutiala reclamaram de sua conduta e ele prendeu Melegué, um dos irmãos de Datigui Uatara. Para obterem sua liberdade, os irmãos de Melegué enviaram para Tumendugu um cavalo, um cativo e 40 000 búzios. Tumendugu não aceita a oferta e mantêm-o prisioneiro, inclusive afirmando que vai matá-lo.